# Supercopa do Brasil de 1990
A Supercopa do Brasil de 1990 foi a primeira edição da Supercopa do Brasil de Futebol, ocorrida em 1990. O confronto foi entre o campeão brasileiro, Vasco da Gama e o campeão da Copa do Brasil, Grêmio. Inicialmente programado para ocorrer em jogo específico, as partidas foram disputadas no mesmo jogo em que as equipes se enfrentariam pela Copa Libertadores da América de 1990
. O Grêmio conquistou a disputa após uma vitória por 2–0 no jogo de ida no Estádio Olímpico Monumental e um empate de 0–0 em jogo disputado no Estádio São Januário, apesar do Grêmio alegar não ter recebido o troféu.

## Participantes
| Clube         | Estado            | Classificação                                       | Participação |
| ------------- | ----------------- | --------------------------------------------------- | ------------ |
| Grêmio        | Rio Grande do Sul | Campeão da Copa do Brasil de Futebol de 1989        | 1°           |
| Vasco da Gama | Rio de Janeiro    | Campeão do Campeonato Brasileiro de Futebol de 1989 | 1°           |

## Controvérsias
Apesar de ser um título nacional, a Supercopa do Brasil de 1990 não foi coberta pela maior parte da imprensa. Não constam informações a respeito da disputa da Supercopa nos jornais de São Paulo, de janeiro e fevereiro de 1990. Nas edições do Jornal do Brasil (RJ), do jornal O Estado de S. Paulo (SP) e Folha de S.Paulo (SP) que cobriram as partidas entre Vasco e Grêmio pela Libertadores de 1990, estes jogos são citados apenas como partidas da Libertadores, não existindo nenhuma citação a que estas partidas valessem pela disputa da Supercopa. O Grêmio atesta jamais ter recebido qualquer troféu da CBF referente à Supercopa.
A despeito da participação do carioca CR Vasco da Gama, o carioca Jornal do Brasil (então um dos 2 jornais de maior tiragem no Rio de Janeiro) não citou a disputa de Supercopa ao cobrir os jogos entre Vasco e Grêmio pela Libertadores de 1990. Uma pesquisa pela palavra "Supercopa" nos arquivos deste jornal na década de 1990, no ano de 1990 traz apenas menções à Supercopa Libertadores e outras Supercopas (Itália, Europa), mas não à Supercopa do Brasil nem aos jogos entre Vasco e Grêmio pela Libertadores. A Supercopa do Brasil é citada pela primeira vez por este jornal em referência à edição de 1991 entre Corinthians e Flamengo.
A edição de 1991, disputada entre Corinthians e Flamengo e vencida pelo Corinthians, é de existência confirmada pelos jornais da época. Ao falar da Supercopa do Brasil, a Revista Placar de 1992 cita apenas a edição de 1991 entre Corinthians e Flamengo. A edição da Revista Placar de 6 a 12 de abril de 2001 negou a existência da Supercopa do Brasil de 1990 e afirmou que a única edição disputada foi a de 1991 entre Corinthians e Flamengo.
O Jornal do Brasil de 7 de dezembro de 1989 publicou o calendário da CBF para 1990 em que aparece "jogo entre Grêmio campeão da Copa do Brasil X campeão brasileiro" (ou seja, Supercopa do Brasil), mas marcado para 27/01/1990, não para os jogos da Libertadores, que seriam em março.
Contudo, o jornal O Fluminense, de Niterói (Rio de Janeiro), é uma fonte da própria época dos jogos que informou em 10 de janeiro de 1990 e 10 de fevereiro de 1990 que a Supercopa do Brasil de 1990 seria disputada nos jogos entre Grêmio e Vasco na Copa Libertadores daquele ano.

## Final
A final ocorreu em dois jogos. O primeiro jogo foi em Porto Alegre, com vitória do Grêmio por 2 a 0. O segundo jogo terminou em empate por 0 a 0.

### Jogo de Ida
| 14 de março de 1990 | Grêmio         | 2 – 0       | Vasco da Gama | Olímpico, Porto Alegre       |
| (UTC-3)             | Nilson · Darci | Site Grêmio |               | Árbitro: Ulisses Tavares BRA |

### Jogo de Volta
| 18 de abril de 1990 | Vasco da Gama | 0 – 0 | Grêmio | São Januário, Rio de Janeiro     |
| (UTC-3)             |               |       |        | Árbitro: Ilton José da Costa BRA |

## Equipes da final

### Grêmio
- Jogadores: Mazarópi; Alfinete, Luís Eduardo, Vílson e Hélcio; Jandir (João Antônio), Lino e Cuca; Darci (Nando), Nílson e Paulo Egídio.
- Técnico: Evaristo de Macedo

### Vasco
- Jogadores: Acácio; Luiz Carlos Winck, Célio, Zé do Carmo, Mazinho, Andrade, Boiadeiro, Tita, Bismarck, Bebeto, Sorato.
- Técnico: Alcir Portela

## Premiação
| Supercopa do Brasil de 1990 |
| --------------------------- |
| Grêmio Campeão (1º título)  |